# Prostitucija u Africi
U velikoj većini afričkih država prostitucija je nezakonita. Ipak, ona je često uobičajena u praksi u mnogim podsaharskim državama. Njenu stopu povećavaju ratovi i ekonomski kolapsi. Transakcijski spolni odnosi su česti u podsaharskoj Africi, nerijetko između starijih muškaraca i mladih djevojaka. U mnogim slučajevima, žena mora ostati vjerna jednom muškarcu, a on može imati više partnerica. U drugim slučajevima, žena može imati više partnera. U oba slučaja, transakcijsko spolno odnošenje povećava rizik zaraze kopnicom, u Africi raširenom bolesti.